# Eybouleuf
Eybouleuf település Franciaországban, Haute-Vienne megyében. Lakosainak száma 471 fő (2022. január 1.). Eybouleuf Saint-Léonard-de-Noblat, La Geneytouse és Saint-Denis-des-Murs községekkel határos.

## Népesség
A település népességének változása:
| Lakosok száma | 429  | 428  | 432  | 436  | 447  | 457  | 467  | 471  | 471  |
|               | 2013 | 2015 | 2016 | 2017 | 2018 | 2019 | 2020 | 2021 | 2022 |